# コーンパペンの滝
コーンパペンの滝（コーンパペンのたき、ラーオ語: ນ້ຳຕົກຕາດຄອນພະເພັງ, 英語: Khone Phapheng Falls）またはコーンパペン滝は、ラオス南部チャンパーサック県コーン郡シーパンドンにあるメコン川の滝である。コーン滝の一部であり、メコン川左岸と中州のパペン島 (Don Phapeng) の間にある。

## コーン滝
コーン滝 (フランス語: Chutes de Khone, 英語: Khone Falls) は、メコン川の中州の島々が連なるシーパンドン地域のコーンパペン滝、コーンパソイ滝 (Khone Pasoi Waterfall)、リーピー滝 (Li Phi Waterfall)、ソンパミット滝 (Somphamit Waterfall)、ソピークミス滝 (Sopheakmit waterfall)、Lbak Khoun waterfall、プレアニミス滝 (Preah Nimith waterfall) など、複数の滝を含めた総称である。
滝幅は10,783mで世界1位であり、『ギネス世界記録』で認定されている。
流水量は11,600m3/sで、世界5位でもある。雨季と乾季によって流水量は大きく増減し、季節によっては49,000m3/sという記録もある。
滝の高さは約21メートルであるが、メコン川を利用した河川水運の妨げとなっている。フランス領インドシナであった19世紀後半、中国までの航路を開発しようと何度も試みられたが、いずれも失敗に終わった。そのため、デット島 (Don Det) とコーン島 (Don Khon) との間に連水陸路となる鉄道 (en:Don Det–Don Khon railway) が敷設された。

## 周辺
コーンパペンの滝は、パークセーから大型バスでもアクセス可能であり、ラオス南部の観光地の一つである。
メコン川がカンボジアの国境となっており、対岸はプリアヴィヒア州、下流はストゥントレン州となっている。カンボジア側からも、プレアニミス滝などを見ることができる。
約4,000万年前、地殻変動により、砂岩層が隆起、複数の断層が発生した。そこをメコン川が流れたことにより、巨大な滝となった。
滝壺の周辺水域は川を遡上する魚が集まるため、メコンオオナマズなどの好漁場となっている。カワゴンドウ（イラワジイルカ、メコンイルカ）の住処にもなっているが、絶滅危惧種となっている。